# Teishebaini
Teishebaini (en armeni: Կարմիր Բլուր). Va ser la capital de les províncies en Transcaucàsia del Regne de Ararat (Urartu). Actualment es troba prop de la moderna ciutat d'Erevan, a Armènia. El lloc va ser una vegada una fortalesa i centre governamental amb murs, torres i contraforts perimetrals, portes massives, un pati d'armes dins dels seus murs, i trasters que ocupaven per complet la planta baixa. El complex de la ciutat, el palau i ciutadella en conjunt mesuren més de 4.005 m². Teishbaini està situat a una altura de 901 metres.

## Estudi de la història

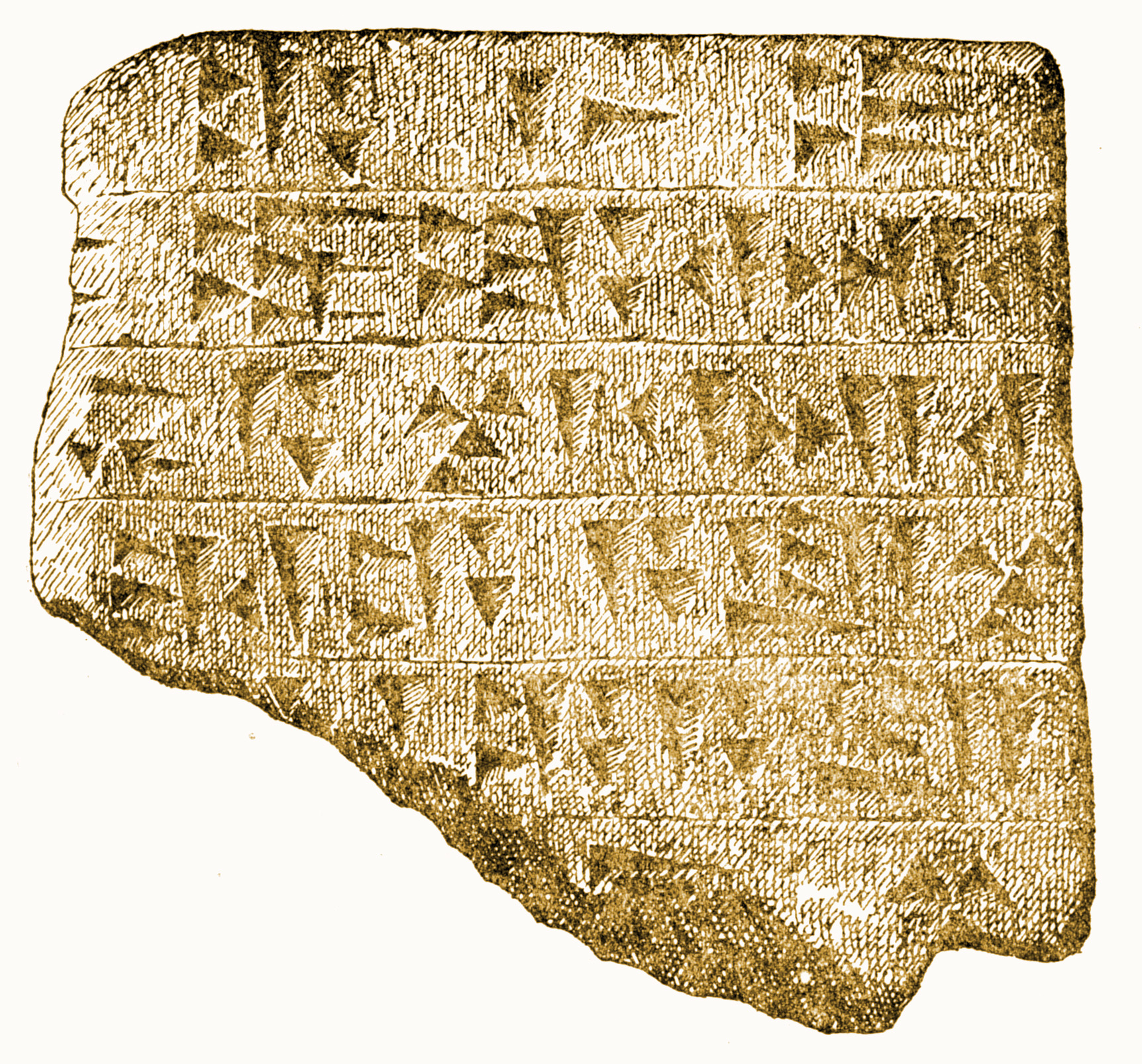
Placa descoberta pel geòleg Demekhin

El 1935, el geòleg AP Demekhin va estudiar els basalts del riu Hrazdan, que es troben en la part superior del pujol Karmir Blur, trobant-se amb una pedra amb escriptura cuneïforme on es va poder llegir el nom del rei Rusa II fill de Argisti II. Amb això es va fer evident l'interès arqueològic de Karmir Blur, encara que es va utilitzar el pujol fins a l'any 1936 pels residents locals dels pobles dels voltants com una pedrera per a les seves necessitats d'habitatges. Des de l'any 1939 es van iniciar excavacions sistemàtiques que van durar dècades. El 1958, malgrat la ruptura associada per la Segona Guerra Mundial, la major part del treball s'havia completat. Com a resultat de les excavacions de B. Piotrovsky van ser identificades les restes d'una gran fortalesa a l'àrea de Teishebaini de més de 4 hectàrees juntament amb restes de zones residencials i rastres d'assentaments del regne d'Urartu de l'Eneolític, entre els segles XIII - VIII aC i que podien haver estat destruïts durant l'expansió inicial de Urartu en Transcaucàsia pel rei Argisti I. Una fotografia àrea va revelar la presència dels antics carrers de la ciutat que connectaven amb la fortalesa i barris residencials. La paraula Teishebaini va ser llegida per primera vegada en les barres de ferro dels rebosts de la fortalesa i, per tant, el nom urartià d'aquest assentament va ser acceptat.

## Història de la fortalesa
La fortalesa Teishebaini va ser construïda en el període del declivi del regne d'Urartu, pel rei Rusa II -fill d'Argisti II -, que va governar prop del 685-639 aC, i va ser probablement l'última gran ciutat urartiana construïda. Després que els assiris van destruir els principals llocs de culte del déu Jaldi a Musasir l'any 714 aC i els urartians van patir derrotes militars, Rusa II va tractar d'enfortir el poder militar d'Urartu, en particular mitjançant l'aprofundiment del culte als seus déus. Al principi del seu regnat, Rusa II va construir un nou temple en la ciutat en honor del déu Jaldi, i després la ciutat Teishebani va prendre el seu nom del déu de la guerra urartià Teisheba. A més a més aquest rei va construir nous temples al déu Jaldi a totes les principals ciutats del seu regne. En una de les taules amb escriptura cuneïforme, Rusa II parla de treballar en la gestió de dispositius a Teishabaini:
| « | Al nou temple, va deixar una cabra per ser sacrificada al déu Jaldi, va deixar un bou per ser sacrificat al déu Jaldi, una ovella al déu Teisheba, una ovella al déu Shivini, una vaca a la deessa Arubani, una ovella a l'armadura del déu Jaldi, una ovella a les portes del déu Jaldi, una ovella al déu Iuarsha... Vaig fer tot això. Rusa, fill d'Argisti diu: El fet que destrueixi aquesta estela, el que ho profani, el que ho robi, el que l'ho enterri a terra,..., qui proclama "Sóc jo el que porta a terme aquestes obres", i que se substitueix al seu compte en lloc del meu nom, pot ser destruït pels déus Jaldi, Teisheba, Shivini, Marduk; Que no hi hagi ni el seu nom ni la seva família sota el sol... | » |

Malgrat els esforços de Russa II, Urartu va seguir perdent terrè gradualment al control de l'antic centre del país prop del llac Van, desplaçant les activitats administratives i de negocis al sud del Caucas. Al voltant de l'any 600 aC, els governants urartians van perdre completament el poder al centre del país i algunes posicions del Caucas Sud: van sortir sense lluitar de Erebuni, després van perdre a la batalla de la ciutat de Argištiḫinili, i Teishebaini es va convertir en l'últim bastió de Urartu, traslladant els tresors de moltes ciutats a Teishebaini. Durant aquest període, aquesta última ciutat, va representar tot el valor restant de Erubuni i altres llocs del país, no obstant això, al voltant del 585 aC, la següent invasió enemiga va destruir Teishebaini. Entre les diverses versions que existeixen sobre qui exactament va donar el cop final a Urartu, es troben els escites i els cimmeris, els medes i els babilonis. La teoria dels escitas en molt més comú i acceptada entre els investigadors i confirmada pel descobriment, durant les excavacions arqueològiques de la fortalesa, d'un gran nombre de puntes de fletxes escitas.

Excavacions arqueològiques a Teishebani.
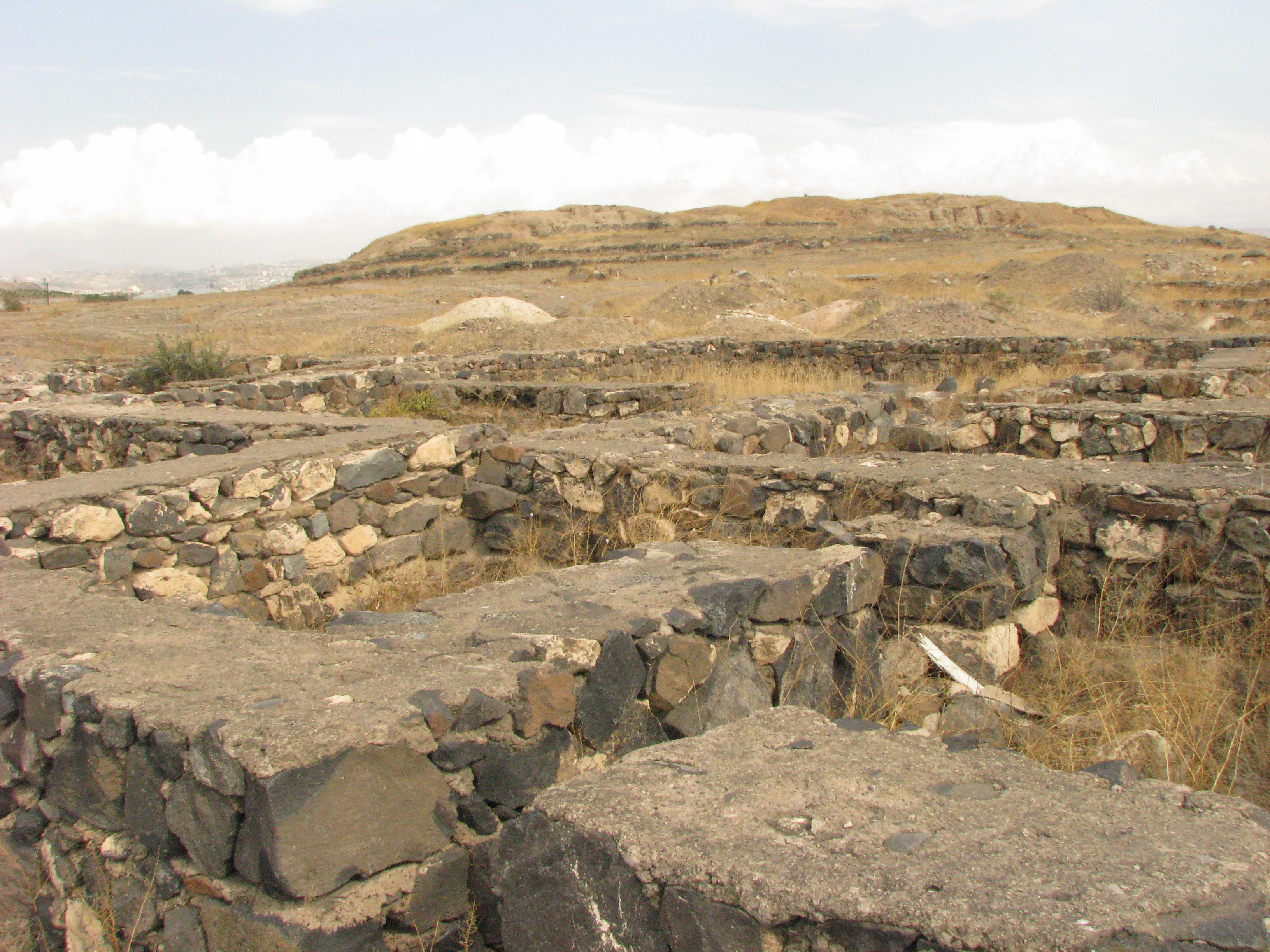
Barri residencial de Teisbaini.
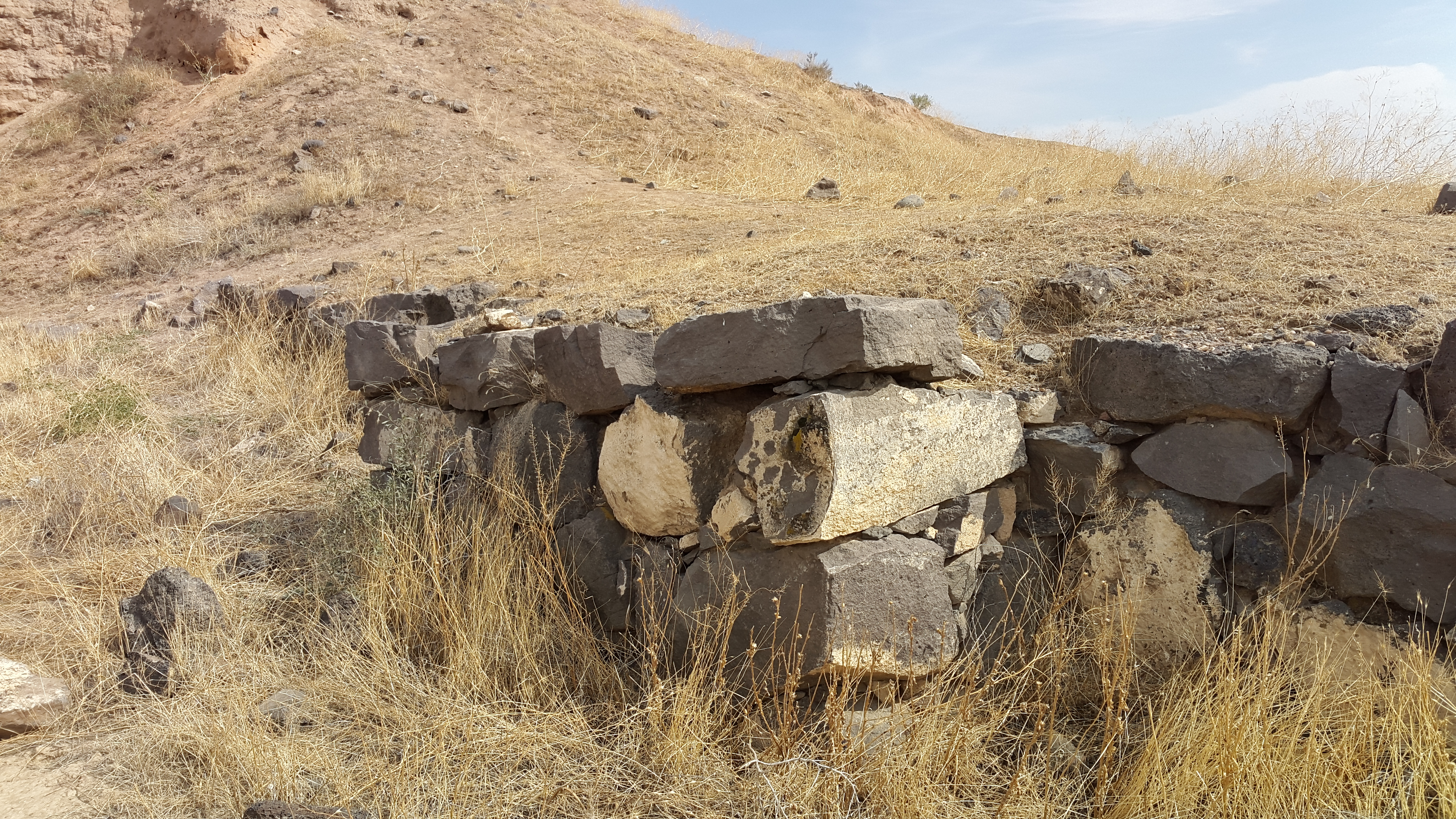
Acròpoli de Teishebaini

### Assalt final de la fortalesa

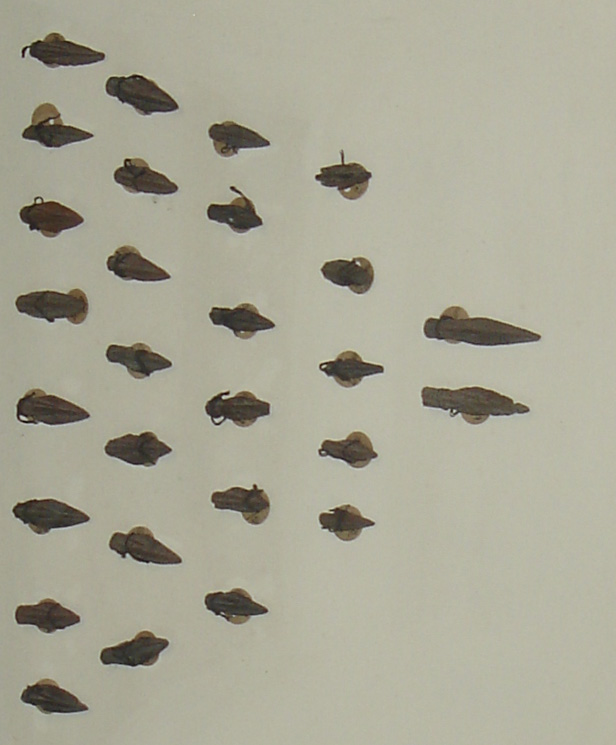
Puntes de fletxa recollides en Teishebaini, conservades al Museu Erebuni (Erevan)

D'acord amb les excavacions, l'assalt final de Teishebaini es va realitzar en la primera meitat de l'estiu, quan el bestiar es trobava en les pastures de la muntanya i els raïms no havien madurat encara. Els arqueòlegs creuen que l'assalt va començar aviat, probablement a la nit i els residents dels edificis de la ciutat es van veure obligats a abandonar a tot córrer els barris i a refugiar-se en la fortalesa. Els sostres dels edificis de la ciutat es van incendiar ràpidament i els residents es van precipitar fora de les seves cases, deixant els objectes de valor en elles. Si s'ha de jutjar per l'adreça de la majoria de puntes de fletxa oposades, l'enemic va atacar des del vessant occidental del pujol. Als edificis urbans, van trobar esquelets de dones i nens de pit, que probablement no van tenir temps d'escapar de l'avanç de l'enemic. Els habitants es van refugiar al pati de la fortalesa, construint un habitatge temporal. Després d'un breu període el setge de la fortalesa no es va poder suportar més, i l'enemic va irrompre a través de la porta auxiliar occidental. Com a resultat d'aquestes batalla es va produir un incendi que va destruir les estructures temporals, i els sostres de la fortalesa. El vermell dels maons que va adquirir amb el foc va donar lloc al nom Karmir Blur (en armeni:Կարմիր Բլուր (pujol Vermell). La fortalesa va quedar destruïda pel que la vida al territori de Teishebaini mai es va reprendre.

## Descripció

### Ciutat
L'objecte dominant de la ciutat de Teishbaini era la poderosa fortalesa (ciutadella) situada en el cim del pujol Karmir Blur. La fortalesa estava protegida des del nord amb pendents pronunciades, a l'est pel pujol i el riu Hrazdan, al sud i a l'oest per la faldilla d'un pujol protegit per forts murs al voltant de vuit metres d'altura. A l'oest de la fortalesa estaven els edificis de la ciutat, construïda en pedra, on vivien els residents ordinaris. La part sud de la ciutat estava ocupada per una gran vinya, envoltada per una prop de pedra en tot el seu perímetre. El vinyer es regava per un canal provinent del riu Hrazdan.

### Fortalesa
La fortalesa Teishebaini va ser construïda en dues etapes amb un breu descans, amb maons d'argila com una típica construcció mesopotàmica. La fortalesa incloïa prop de 200 habitacles interiors, en general en forma de rectangles estrets. La part principal de l'edifici es va dividir en dues plantes amb pis de fusta, algunes d'elles van aconseguir l'altura de 8 metres. Moltes de les habitacions tenien una part superior amb llum natural. Les parets van ser construïdes amb maons de fang d'una mesura de 52 x 35 x 14 cm, col·locats sobre una base sòlida de grans blocs de basalt. L'espessor de la paret variava entre 2,1 metres (sis files de maons) a 3,5 metres (10 files de maons). En les cantonades de la fortalesa es trobaven unes enormes torres. En molts interiors s'han conservat restes de la pintura primitiva, principalment en color vermell i blau.
Dins de la fortalesa es trobava la residència del governant, que constava de càmeres sala de columnes i passadís i petit emmagatzematge de taules amb escriptura cuneïforme, així com un gran nombre de locals comercials, en particular, els locals per a la fabricació d'oli de sèsam, cerveseria, graners i magatzems per a productes làctics (principalment formatge) i per a armament, ceràmica, productor de ferro etc. Una gran àrea va ser designada per emmagatzemar el vi en total va haver-hi més de cinc-cents karases amb una capacitat d'entre 250 i 1250 litres cada, el vi va ser un dels sectors principals de l'economia de Urartu. Al moment de l'assalt final a la fortalesa, els cellers estaven gairebé buides, la qual cosa indica el declivi en què es trobava Teishebaini.
Tot l'emmagatzematge de les llars (al voltant de 120 habitacions) es tancaven individualment amb uns terminals en la porta on s'enfilava una corda en els extrems de la qual s'inseria un tros d'argila humida i després se segellava amb uns segells cilíndrics també d'argila amb el senyal de la persona responsable. Per al subministrament d'aigua procedent del riu Hrazdan es va realitzar un conducte ocult amb tubs rodons de pedra que s'inserien uns amb uns altres. Restes d'aquests conductes s'exposen en el Museu Erebuni.

Fundaments de basalt dels murs a la fortalesa Teishebani.
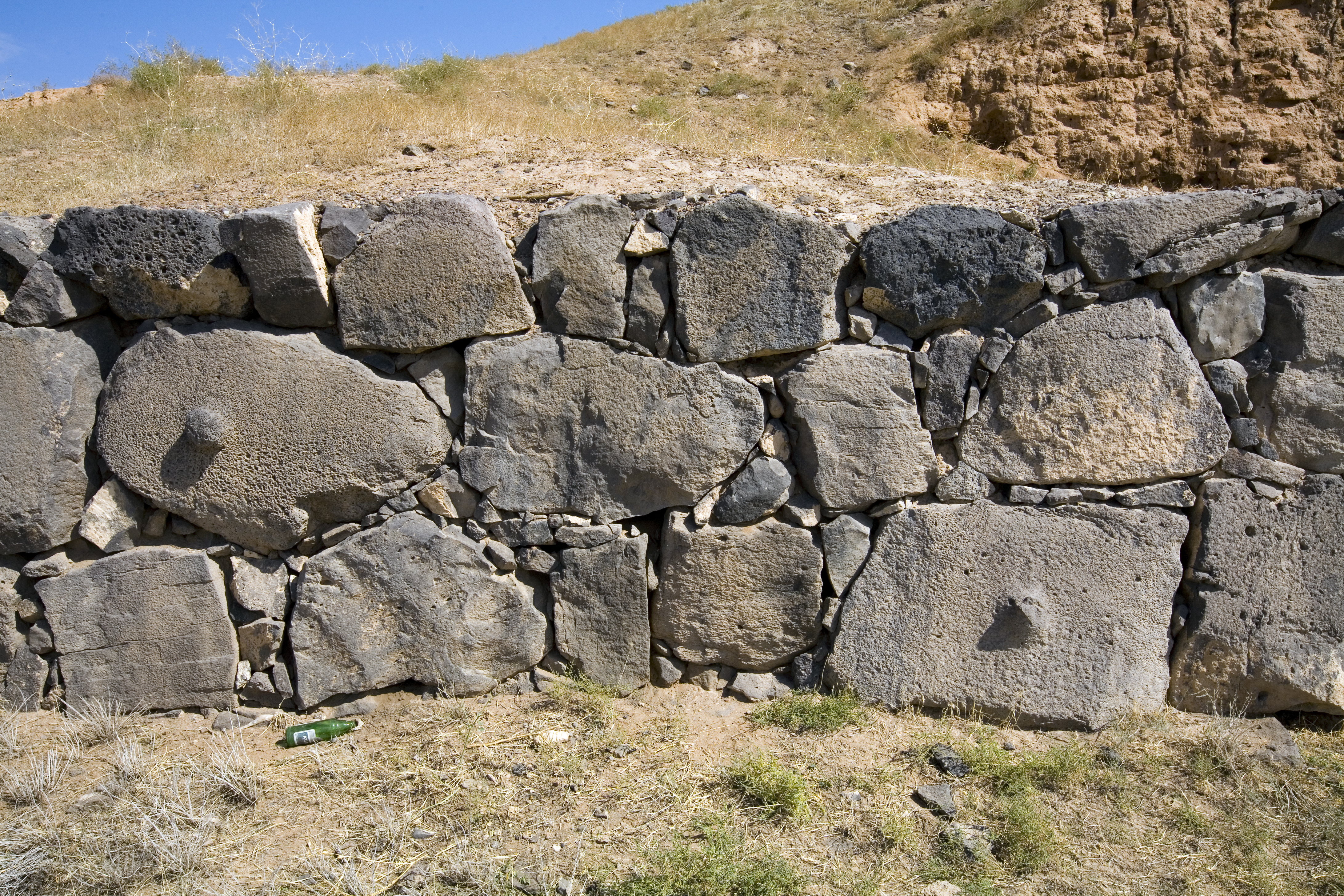
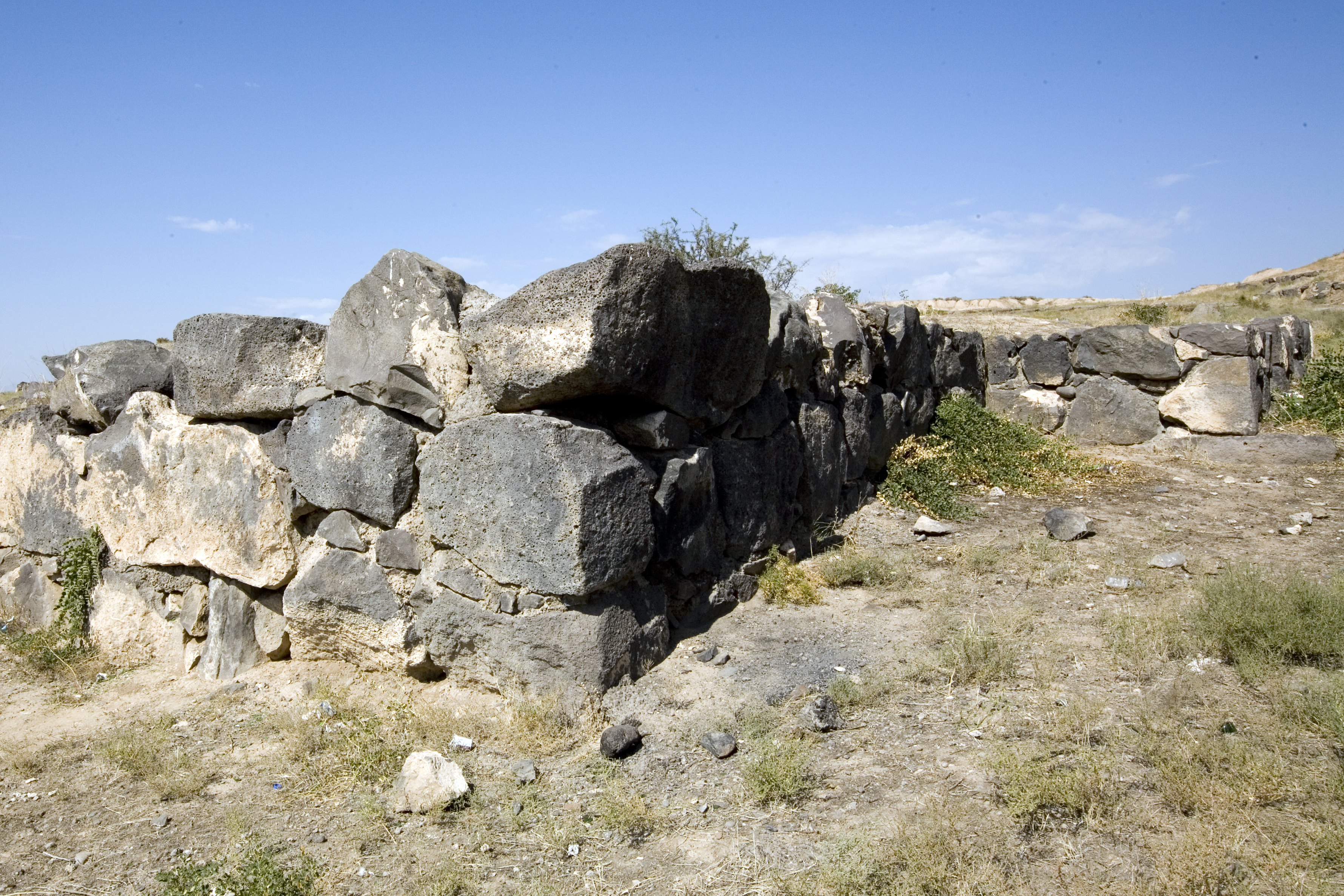
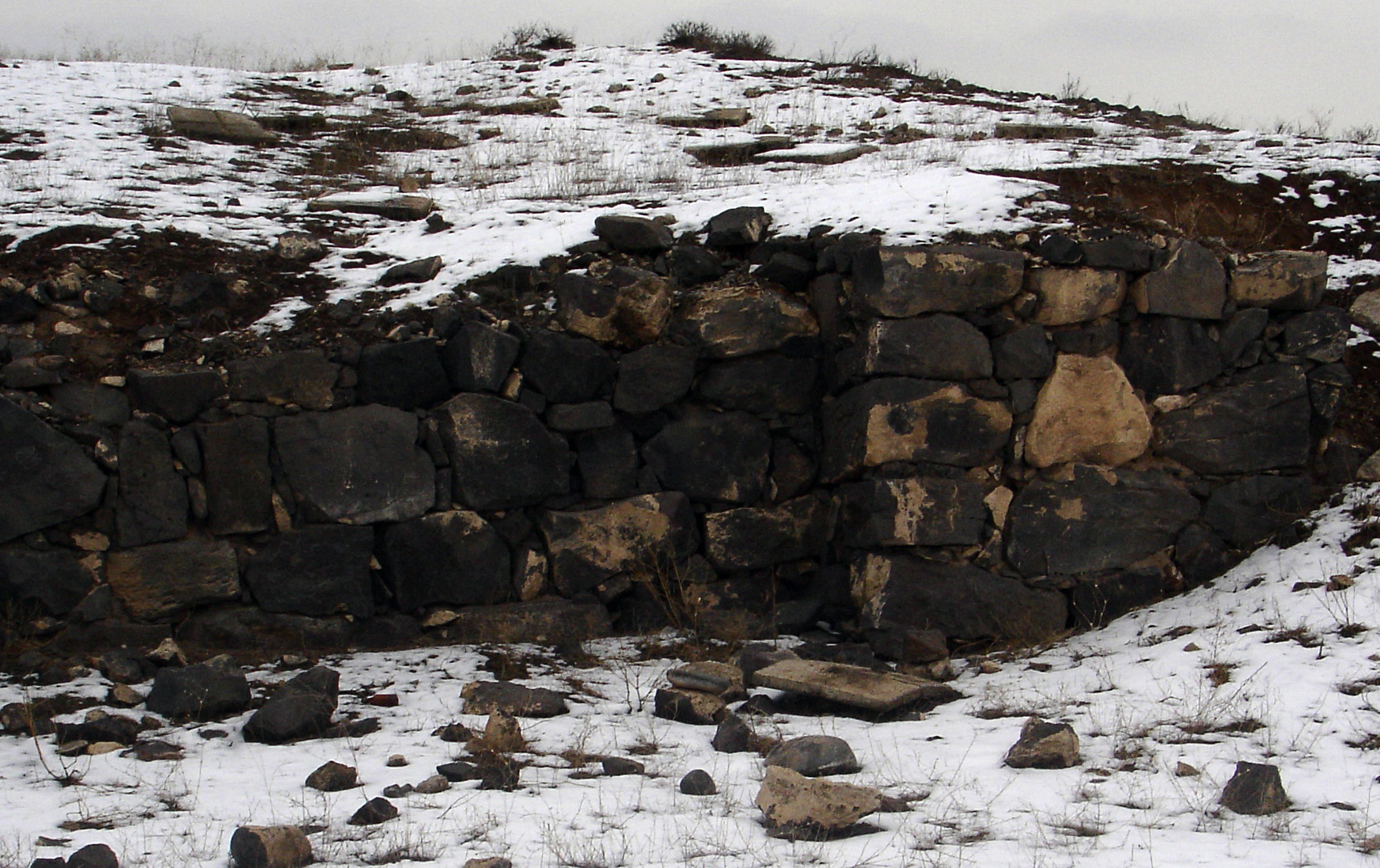

### Edificis urbans
Les excavacions arqueològiques han demostrat que els residents de zones urbanes tenien la seva pròpia granja, i probablement vivien d'un subsidi estatal, segurament eren la família dels artesans i dels soldats de l'exèrcit de Urartu. Durant l'excavació de les perifèries urbanes han estat descoberts: torn de alfarero, forn per coure el pa, metalls i altres articles per a la llar. Al mateix temps, a les zones urbanes es van trobar llocs per a l'emmagatzematge de grans, va venir o altres productes.
També es va descobrir que l'equip de construcció, que s'utilitzava en els assentaments diferia de la maquinària utilitzada en la construcció de la fortalesa. Si la fortalesa de Teishebaini va ser realitzada amb edificis de tova a l'estil de Mesopotàmia, els de la ciutat estaven fets de grans blocs de toba - en una tecnologia típica dels pobles del Caucas-. Sobre la base d'això, els arqueòlegs han suggerit que els blocs de la ciutat van ser construïts per la població del lloc conquistada pel regne de Urartu.
Després de la destrucció de la fortalesa, la vida als barris urbans mai es va reprendre probablement a causa de la destrucció del sistema de subministrament d'aigua.

## Estudis sobre les excavacions
Les excavacions de la fortalesa Teishebaini han donat als científics materials únics per a l'estudi de l'últim període de Urartu. D'una banda, en els últims anys l'existència de la ciutat estat de Teishebaini ha donat com a realitat que va ser la capital de Urartu. Els documents cuneïformes dels últims reis de Urartu únicament s'han trobat en Teishebaini i els seus voltants. D'altra banda, molts dels artefactes van ser portats de diferents ciutats a Teishebaini, quan es van ser perdent pels urartianos, sobretot de la propera Erebuni. La majoria dels objectes es van eliminar o van ser robats durant la caiguda de la fortalesa, però els arqueòlegs van aconseguir fer alguns descobriments. Per exemple, durant les excavacions Teishebaini 97, es va descobrir bols similars de bronze, que van ser gravats amb els noms de molts dels reis de Urartu, amagats dins d'atuells en un rebost de vi. L'estil diferent cuneïforme indica que els recipients s'havien realitzat en diferents moments durant la vida útil dels respectius governants. En molts casos, les parets de maó es van esfondrar després d'un incendi, amb el que es va amagar amb seguretat capes arqueològiques, proporcionant-los una bona seguretat. En Teishebaini s'han trobat fins i tot restes de roba i alguns objectes de fusta, la qual cosa és inusual per a una aquests llocs tan antics arqueològics. Les excavacions en Teishebaini i Karmir Blur han donat als científics materials valuosos, especialment les del segle passat, sobre l'existència de Urartu. Es van trobar també diversos articles procedents d'altres llocs com a Assíria, Àsia Menor i l'Antic Egipte, la qual cosa demostra la relació comercial que existia amb el regne de Urartu.

Objectes trobats a la fortalesa Teishebani.
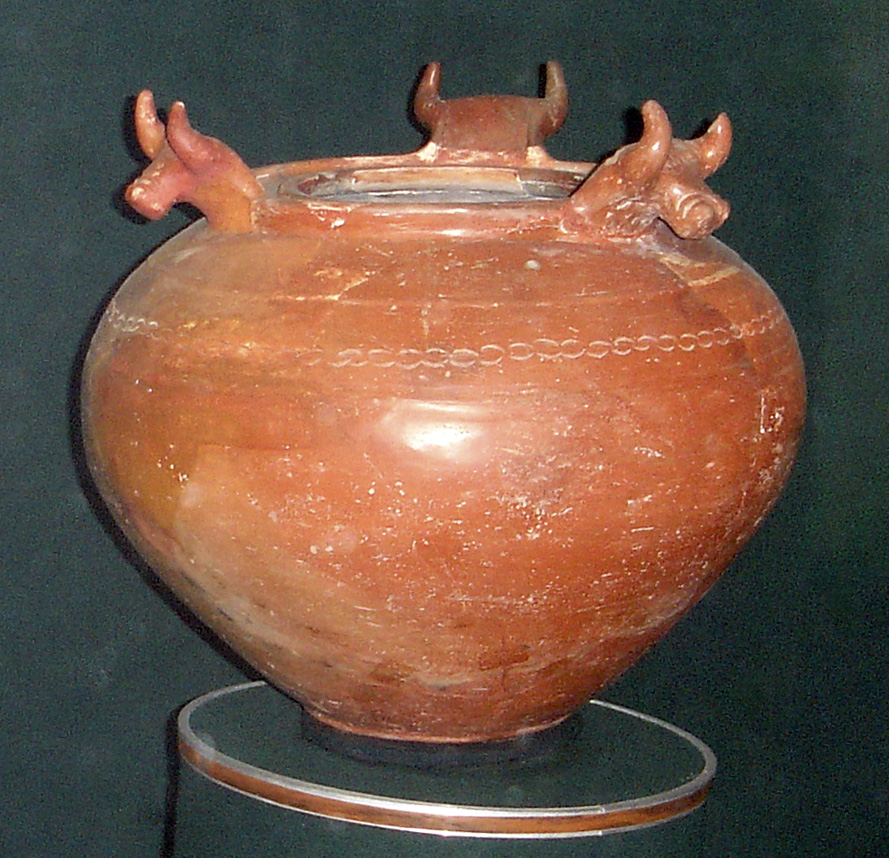
Ceràmica de Urartu
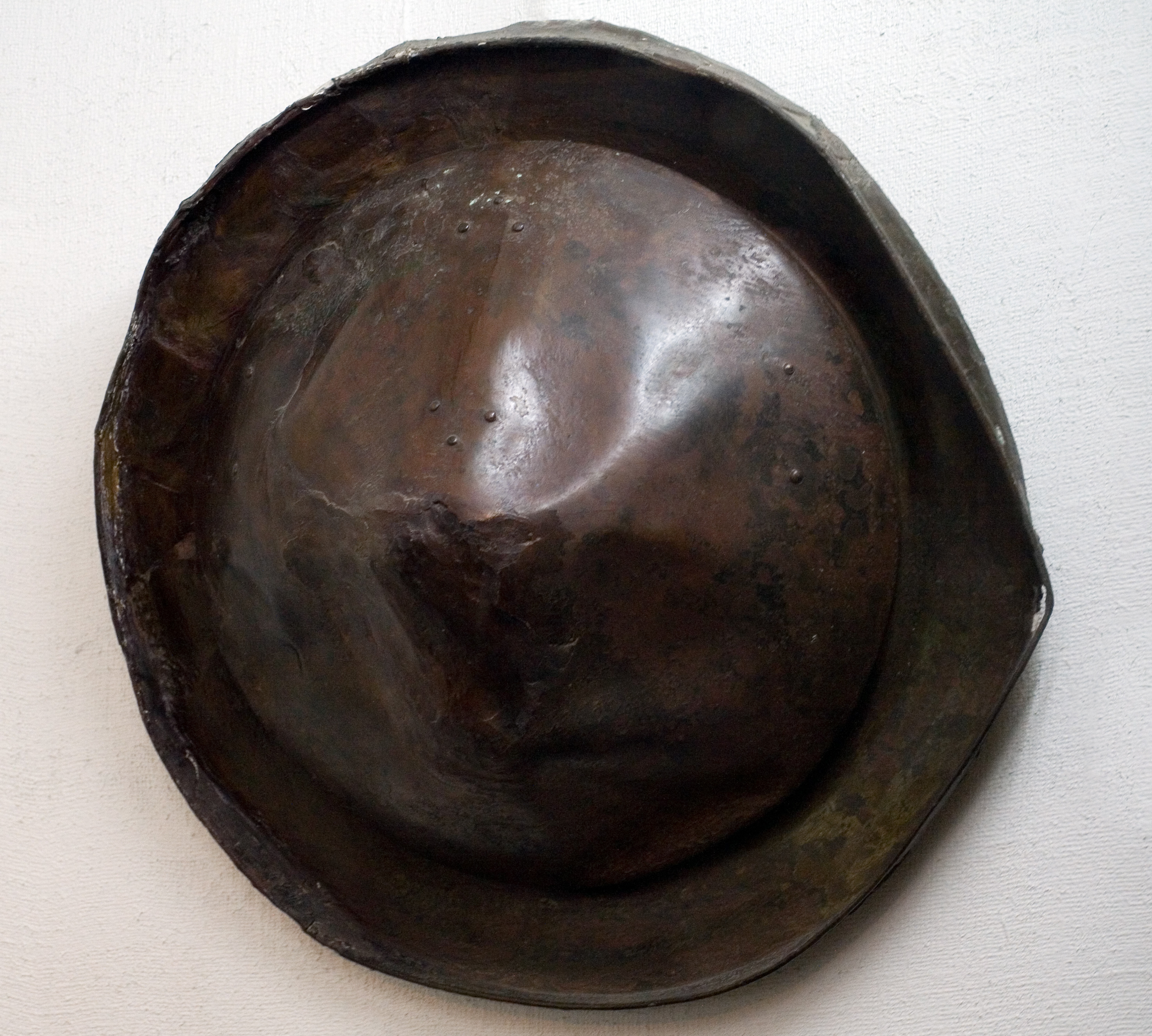
Escut de bronze d'un guerrer urartiano
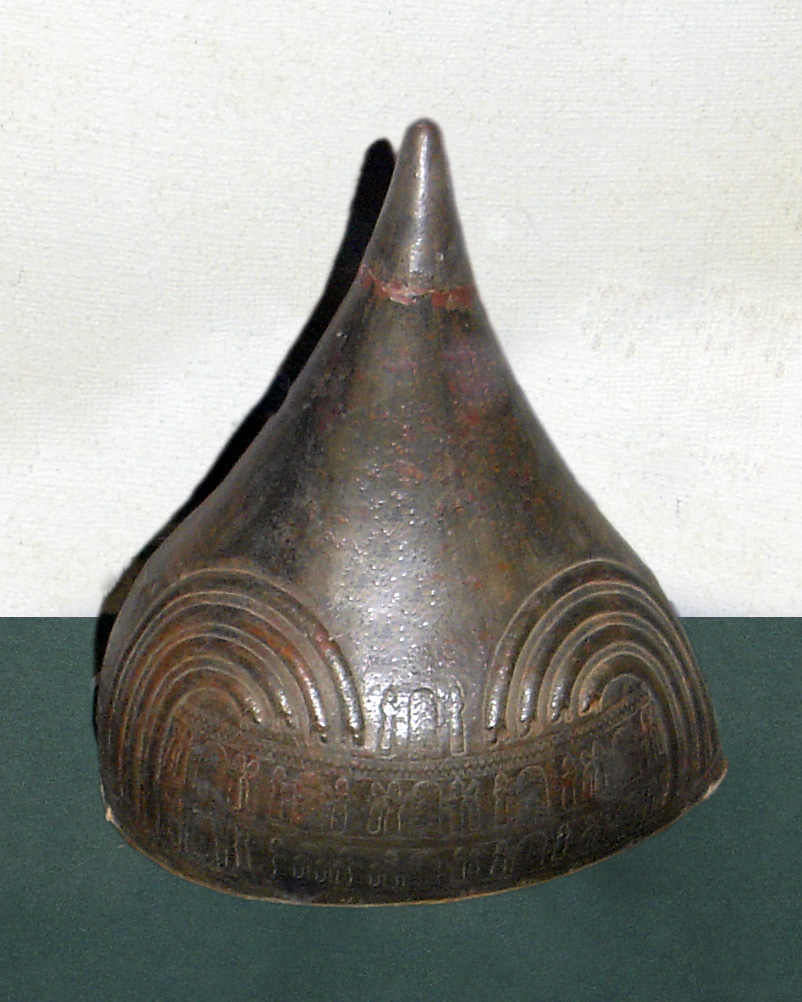
Casc de bronze amb la inscripció Sardu II
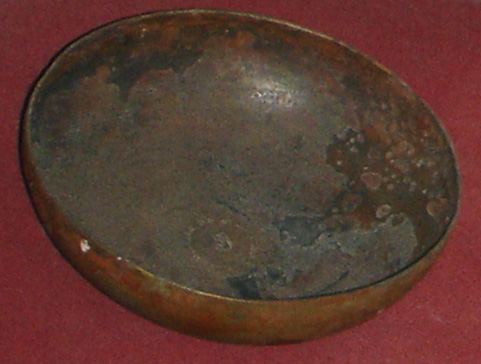
Un dels 97 bol-copa per a vi.